# Scale AI
Scale AI — американская компания, специализирующаяся на маркировке данных, необходимых для обучения искусственного интеллекта, один из ведущих поставщиков данных для генеративного ИИ. Штаб-квартира находится в Сан-Франциско, Калифорния. В 2024 году вошла в первую десятку рейтинга компаний в сфере облачных технологий The Cloud-100, составленного журналом Forbes, в 2025 году — в список лучших стартап-работодателей Америки.
Компания предлагает комплексный набор инструментов и услуг, включая аннотацию данных, их отбор и оценку, платформы для генеративного ИИ и корпоративных приложений. Сотрудничает с крупными технологическими компания, предприятиями, государственными структурами по внедрению ИИ в различных сферах, включая автономные транспортные средства, большие языковые модели, компьютерное зрение, финтех.

## История
Проект Scale AI, осуществлявший анализ данных для производителей автомобилей с технологией автономного управления, был запущен в Сан-Франциско в 2016 году Александром Ваном и Люси Го. Вану было на тот момент 19 лет, Го — 21 год.
В 2021 году компания провела раунд финансирования, по итогам которого Scale AI была оценена в 7,3 млрд долларов.
В феврале 2024 года компания заключила соглашение с Министерством обороны США о сотрудничестве в области больших языковых моделей.
По итогам 2024 года Scale AI заработала 870 млн долларов, из которых 150 млн поступили от Google.
14 июня 2025 года Google объявила о разрыве отношений с компанией Scale AI, занимающейся маркировкой данных для обучения искусственного интеллекта, после того, как Meta приобрела 49 % акций стартапа за более чем 14 млрд долларов. Google, которая в 2025 году планировала заплатить Scale AI около 200 млн долларов за услуги, начала переговоры с конкурентами компании, включая Turing, Labelbox, Handshake и Mercor. Потеря Google, крупнейшего клиента Scale AI, может стать серьёзным ударом для стартапа, так как его бизнес зависит от ограниченного числа заказчиков. Гендиректор Scale AI Александр Ван и часть сотрудников перейдут в Meta, а оставшаяся часть компании продолжит работу. Конкуренты Meta, включая Microsoft, xAI Илона Маска и OpenAI, также рассматривают возможность отказа от сотрудничества с Scale AI из-за опасений утечки данных и стратегической информации.

## Деятельность
В 2023 году выручка компании, по информации газеты Financial Times, составила около 700 млн долларов. По итогам раунда финансирования в мае 2024 года компания при поддержке таких крупных инвесторов как Intel, Accel, Amazon, Meta (запрещена в России), Nvidia, Advanced Micro Devices, Thrive Capital, Tiger Global Management, Index Ventures привлекла 1 млрд долларов и была оценена в 13,8 млрд долларов.
Количество сотрудников, по данным на начало 2025 года, составляло 900 человек. Должность генерального директора занимает Александр Ван.

## Продукция
На платформе представлен функционал, адаптированный для различных типов информации — текст, аудио, изображения, видео, данные 3D-датчиков и т. д. Флагманский продукт компании — движок Scale Data Engine, превращающий необработанную информацию в качественные обучающие данные для ИИ-моделей. Также имеется набор инструментов для работы с генеративными ИИ-приложениями, позволяющие осуществлять настройку больших языковых моделей и их оценку, проводить машинное обучение, подкреплённое обратной связью с человеком-оператором. Для корпоративного использования разработаны готовые ИИ-приложения, например, Scale Donovan, которые интегрируются с распространённым программным обеспечением.